# Думеш, Борис Самуилович
Бори́с Самуи́лович Думеш (30 сентября 1947, Щербаков, Ярославская область — 14 января 2010, Москва) — российский физик-экспериментатор, доктор физико-математических наук.

## Биография
С 1964 по 1970 годы учился в Московском физико-техническом институте (МФТИ) на кафедре физики низких температур. С 1970 по 1975 год стажёр-исследователь и аспирант Института физических проблем АН СССР. С 1976 по 1984 годы младший научный сотрудник Института ядерных исследований АН СССР. С 1985 года работал в Институте спектроскопии РАН, заведовал сектором микроволновой спектроскопии. Профессор кафедры физики микроволн МФТИ. Основная научная специализация — радио (микроволновая) спектроскопия. Автор и соавтор 85 статей в научных журналах. Похоронен на Новодевичьем кладбище.

## Авторские свидетельства СССР
- Авторское свидетельство СССР 1483345 Соавторы изобретения: ДУМЕШ БОРИС САМУИЛОВИЧ, КОСТРОМИН ВЛАДИМИР ПЕТРОВИЧ, РУСИН ФЕДОР СИДОРОВИЧ
- Авторское свидетельство СССР 1355915 Соавторы изобретения: ДУМЕШ БОРИС САМУИЛОВИЧ, КОСТРОМИН ВЛАДИМИР ПЕТРОВИЧ, РУСИН ФЕДОР СИДОРОВИЧ